# Gloria (película de 2014)
Gloria es una película biográfica mexicana de 2014, dirigida por Christian Keller, y escrita por Sabina Berman. Está protagonizada por Sofía Espinosa y Marco Pérez. 
La cinta ganó 5 Premio Ariel en la entrega del 2016, incluidos mejor actriz y mejor actor.

## Argumento
Aunque comienza con el vertiginoso ascenso a la fama de Trevi de la mano de su maestro Sergio Andrade, el eje central de la trama gira alrededor del eslogan «La fama tiene un alto precio». Es así como Gloria se ve enredada en uno de los escándalos sexuales más grandes de todos los tiempos, desatado en la década de los 90: acusada de trata de menores y señalada como cómplice de Sergio Andrade en violación agraviosa, los medios de comunicación descubren la relación sentimental entre la cantante y su representante, dejando al descubierto la corrupción y manipulación de docenas de niñas que tuvieron también una relación poco sana con Andrade.

## Reparto
- Sofía Espinosa como Gloria Trevi
- Marco Pérez como Sergio Andrade
- Tatiana del Real como Mary Boquitas
- Karla Coronado como Sonia Ríos
- Estrella Solís como Katia de la Cuesta
- Alejandra Zaid como Karola de la Cuesta
- Alicia Jaziz como Karla de la Cuesta
- Ximena Romo como Aline Hernández
- Osvaldo Ríos como Emilio Azcarrága Milmo
- Pepe Olivares como Raúl Velasco
- Marisa Rubio como Pati Chapoy
- Estefanía Villareal como Laura Suárez (reportera)
- Pedro Mira como Ricardo Salinas Pliego
- Moisés Arizmendi como Fernando Esquina
- Nycolle González como Lucerito

## Polémica
El film fue polémico dentro de la farándula mexicana por no contar al inicio con la autorización de la cantante, argumentando inclusive que había sido estafada para ceder los derechos de su imagen, así como también acusó a la guionista de oportunista al incluir versiones de la historia de gente que, a decir de Trevi, solo querían volver a dañar su imagen. 
Sin embargo, tanto los productores como el guionista continuaron con el proyecto hasta llegar a las salas de cine oficialmente el 1 de enero de 2015.

## Taquilla
La cinta no contó con buenos resultados, se mencionaba que contó con un presupuesto de $ 90 000 000 de pesos y solo recaudo en salas mexicanas no más de $30 000 000. La recaudación en taquilla del filme se vio fuertemente afectada por su distribución en establecimientos de piratería un mes antes de que la película fuera estrenada en las salas de cine (9 de diciembre de 2014 y 1 de enero de 2015, respectivamente). Por ello, el director de la película afirmó, en su momento, que la película que se comenzó a distribuir de manera ilegal era "una versión muy anterior a la que sería estrenada en las salas de cine". Universal llamó a la gente a no contribuir con el negocio de la piratería.

## Crítica
"Una biopic sobre el ascenso y la escandalosa caída de la cantante Gloria Trevi se prestaría al peor de los sensacionalismo. Y sin embargo la película lo evita, 'Gloria' es quizás la mejor biopic conseguida por el cine mexicano" - Leonardo García Tsao: Diario La Jornada.

La crítica de la prensa mexicana incurre en alabar el guion, la producción y las actuaciones, sin embargo señalan que los bajos resultados en taquilla son debido a que la población mexicana esta cansada del tema.